# Barras (ort i Brasilien, Piauí, Barras)
Barras är en ort i Brasilien.   Den ligger i kommunen Barras och delstaten Piauí, i den östra delen av landet, 1 400 kilometer norr om huvudstaden Brasília. Barras ligger 89 meter över havet och antalet invånare är 21 597.
Terrängen runt Barras är mycket platt.
Omgivningarna runt Barras är huvudsakligen savann. Runt Barras är det ganska glesbefolkat, med 24 invånare per kvadratkilometer.